# James Naismith
James Naismith, född 6 november 1861 i Almonte (idag en del av Mississippi Mills) i Ontario, död 28 november 1939 i Lawrence i Kansas, var basketsportens upphovsman.
Naismith var född i Kanada där han utbildade sig till idrottstränare och han hade också sina första anställningar i hemlandet. 1890 fick han anställning vid Springfield College i Springfield, Massachusetts, USA. Detta college var då YMCA:s speciella träningsskola. 
För att ge sina elever ett alternativ till den ofta ganska enahanda fysiska träningen konstruerade han ett helt nytt bollspel med ett begränsat antal regler och var därmed upphovsman till basket.